# Colegiata de Pastrana
La iglesia colegiata de la Asunción es un templo católico situado en el casco histórico de Pastrana (Guadalajara, España). Alberga un museo con una importante colección de tapices y un gran número de obras de arte de todo tipo como cuadros, altares, elementos de orfebrería y relicarios, entre otros.

## Descripción
La iglesia colegiata de la Asunción tiene sus orígenes en una primitiva iglesia románica del siglo XIII construida por los caballeros calatravos, de la que aún se conservan algunos elementos. Fue reformada completamente en los siglos XVI y XVII, aunque ya existen reformas de la iglesia románica en el siglo XIV o XV en la zona de lo que actualmente es el coro. También sobre el muro norte se realiza una nueva portada, el actual acceso, de tradición gótica que incluye un arco conopial con dos pilastras laterales rematadas con pináculos y florones.

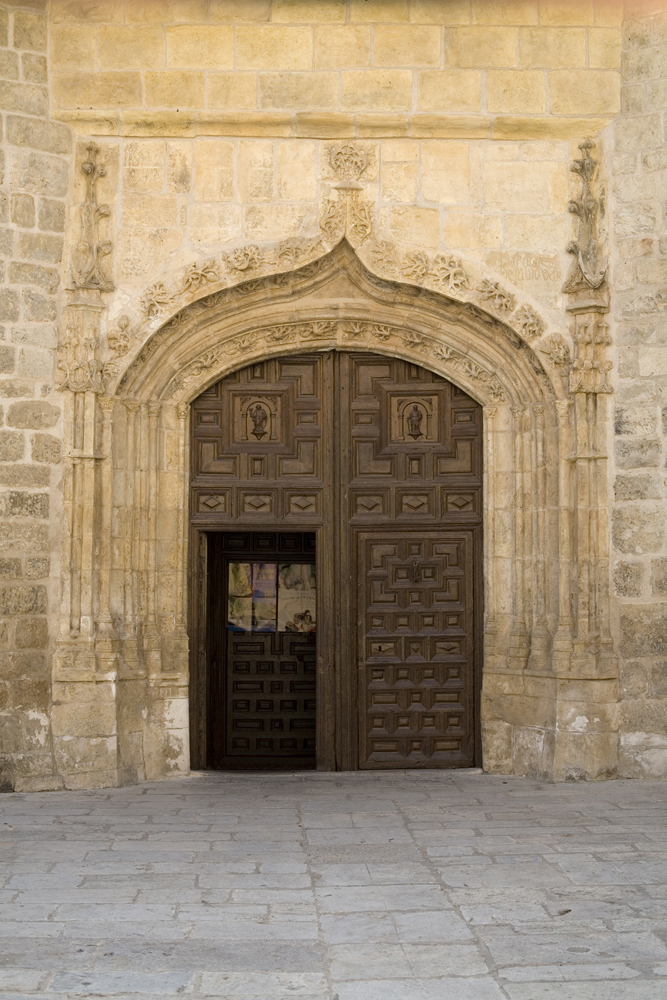
Portada gótica de la colegiata, añadida durante las reformas realizadas en el

Sin embargo, la primera gran trasformación se produce a partir de 1569 cuando el primer duque de Pastrana, Ruy Gómez de Silva, obtiene la bula pontificia que permite convertir el templo en colegiata. Para adaptar el inmueble a su nueva categoría canóniga construye una amplia cabecera de estilo gótico, conservando las naves, de lo que ahora mismo es el coro, sin ser alteradas.
La segunda gran transformación se realiza entre 1626 y 1639 cuando el arzobispo Pedro González de Mendoza reedifica y amplía el edificio. Se encargó la obra al arquitecto carmelita Alberto de la Madre de Dios. Se sustituye entonces la cabecera del templo por otra de mayores dimensiones con cripta y crucero, siguiendo el estilo clasicista esculariense. También se mantiene la diferencia de altura de la cabecera con el resto de la iglesia, detalle característico del templo y resultado de la reforma del siglo XVII.

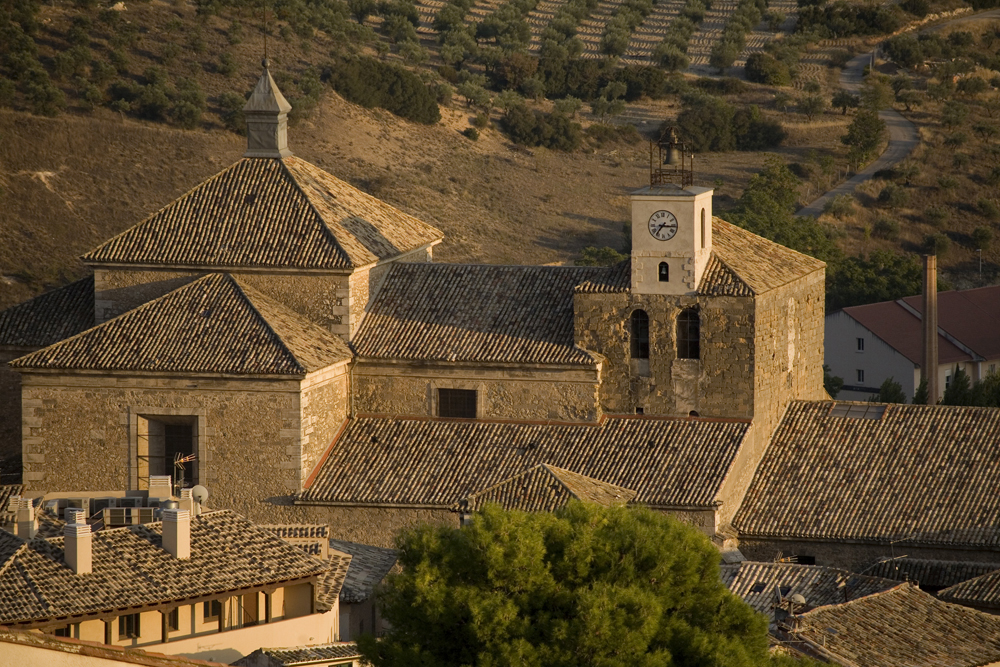
Vista aérea de la colegiata, fruto de diversas reformas a lo largo de los siglos

La cripta es de planta de cruz latina y cuenta con grandes urnas funerarias, seis de las cuales son de mármol rosado procedentes del panteón ducal del monasterio de San Francisco de Guadalajara, y el resto de granito realizadas con la cripta. Ésta es la última reforma reseñable del templo y la que configura su apariencia actual, salvo por el campanario, al que se añadió un desafortunado reloj en la Edad Moderna.
El resultado es un templo de tres naves muy anchas, que se abren en la cabecera en un gran crucero, rematado por un breve presbiterio o capilla mayor. Varios altares, capillas y dependencias completan el conjunto.
Es reseñable el órgano, construido en 1704 por Domingo de Mendoza, maestro de la Capilla Real en tiempos de Felipe V.

## Museo parroquial

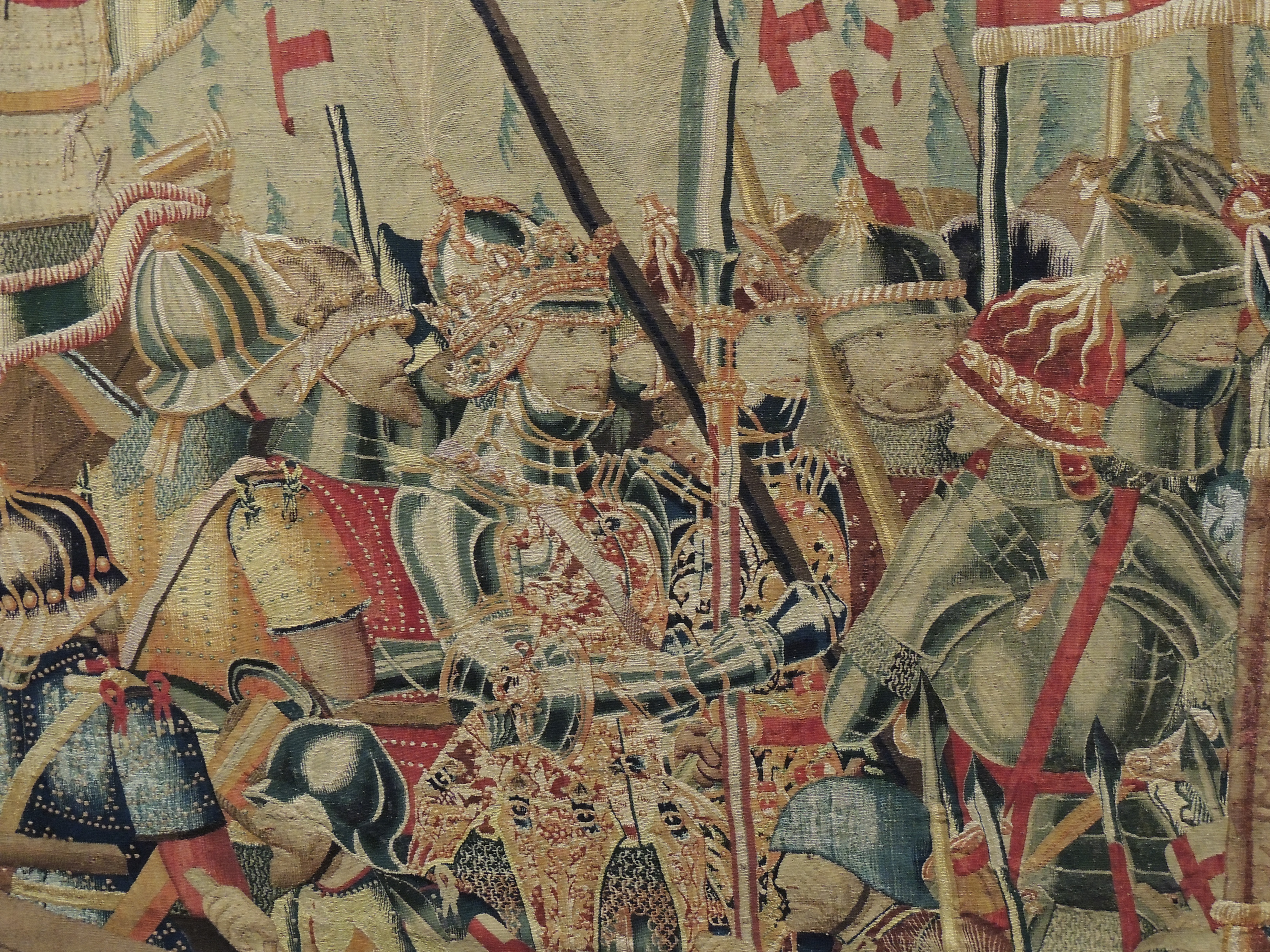
Alfonso V en el tapiz del desembarco de Arcila.

La colegiata alberga un museo que incluye una importante colección de tapices flamencos cuya reciente ampliación ha sido objeto de polémica. La colección de tapices se clasifican en tres series:
- Una serie de seis tapices flamencos de lana y seda, cuatro datados entre 1472 y 1475, atribuidos al taller de Paschier Grenier en Tournai (Bélgica), y que representan expediciones portuguesas para conquistar enclaves norteafricanos: la batalla de Alcazarquivir; El desembarco de Arcila; El cerco de Arcila; El asalto de Arcila; y La toma de Tánger. Fueron tejidos según cartones del pintor portugués Nuño Gonsalves. Otros dos tapices flamencos, fabricados hacia finales del siglo XV, de temática guerrera similares a los anteriores, pero pertenecientes a otra serie donde se representan el cerco de Alcazarseguer y la entrada en Alcazarseguer.

- Dos tapices de finales del siglo XV que represen historias de Alejandro Magno, de la serie conocida como la del Tetrarca.

Además, el museo contiene:

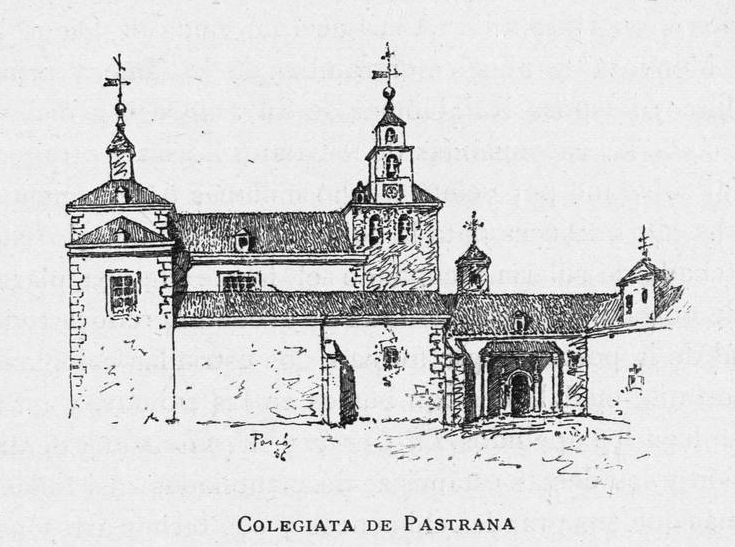
La colegiata en un dibujo de Josep Pascó (1886)

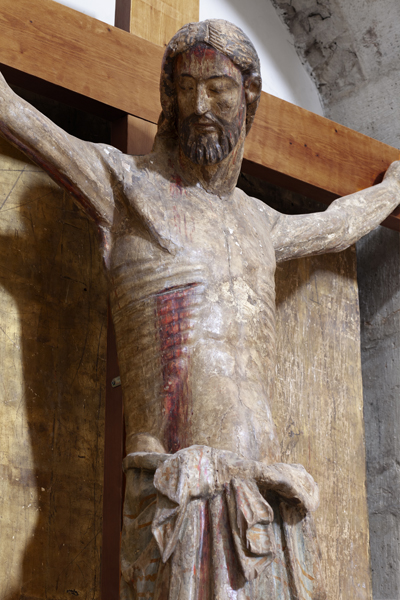
Cristo en madera policromada, de los siglos y

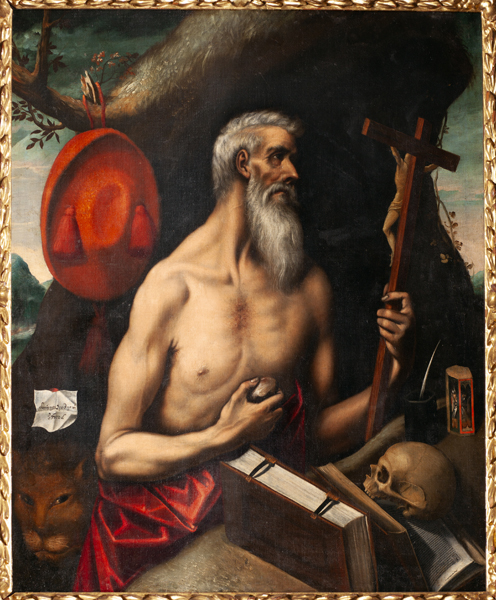
San Jerónimo, escuela de El Greco.

- Un conjunto de exequias del siglo XVII pertenecientes a la princesa de Éboli. El conjunto está formado por catafalco, doce candelabros grandes y doce pequeños, ocho cetros, dos cruces con peana y dos de árbol, dos incensarios, dos navetas, acetre, hisopo, paletilla y apuntador, dos atriles, dos pares de vinajeras con sus platillos, dos salvillas, ternos sacerdotales y frontales de altar y púlpitos.
- Un retablo de los Miranda, con los retratos sobre tabla de Juan Miranda con San Francisco de Asís y Ana Hernández con San Juan Evangelista, pintados por Juan Bautista Maíno hacia 1627.
- Un óleo sobre lienzo del siglo XVII de Juan Carreño de Miranda que representa la Aparición de la Virgen a San Bernardo.
- Un Retrato de María Gasca de la Vega ante la Dolorosa, obra atribuida a Felipe Diricksen y datada hacia 1625.
- Una tabla del siglo XV representando el Descendimiento, de Juan de Borgoña y taller.
- Un Cristo en madera policromada, de los siglos XIV y XV.
- Una talla de madera del siglo XVIII representando al profeta Elías, atribuida a Francisco Salzillo.
- Una talla del siglo XVIII representando La Divina Pastora, atribuida también a Salzillo.
- Un retrato anónimo del siglo XV de fray Pedro González de Mendoza.
- Un cuadro representando a San Jerónimo penitente, atribuido a la escuela de El Greco.
- Un Ecce Homo del siglo XVI atribuido a Luis de Morales.
- Un retablo de La Piedad en marfil enmarcado en bronce dorado del siglo XVII.
- Una arqueta de bronce con esmalte de Limoges del siglo XIII.
- Una naveta de plata (Nautilus) sobredorada y nácar de mediados del siglo XVI.
- Una cruz procesional datada hacia 1550 con marca del platero Juan Francisco, de Alcalá de Henares.
- Un relicario de la Regla de san Francisco, armario relicario de ébano, bronce dorado y piedras duras del siglo XVII que, según la tradición, contiene la Regla de la orden franciscana manuscrita en pergamino por San Francisco de Asís.
- Un cáliz de Santa Teresa, obra anónima de plata dorada del siglo XVI.
- Un busto-relicario de Santa Teresa de Jesús del siglo XVII.

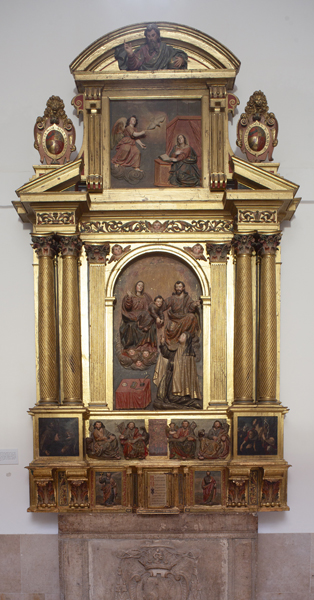
Retablo de los Miranda (1627)
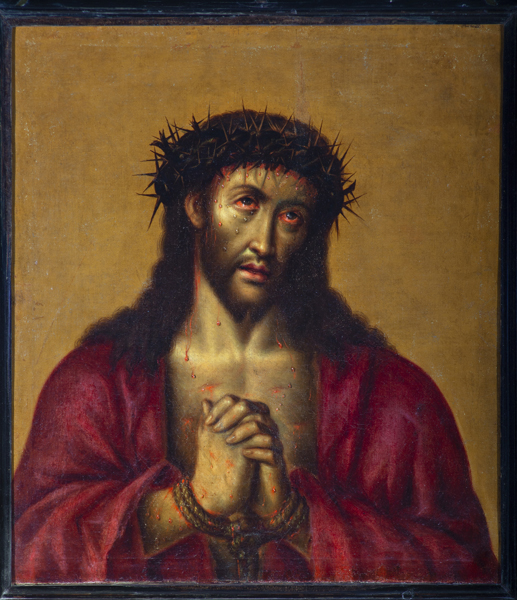
Ecce Homo del siglo XVI
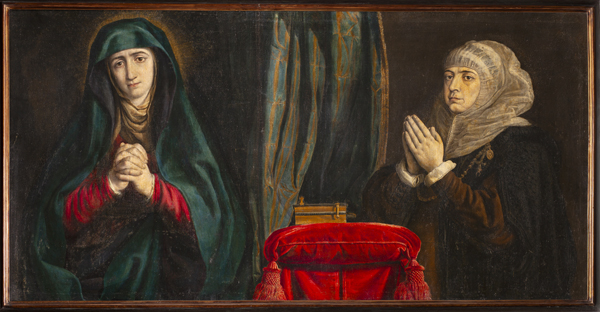
Retrato de María Gasca de la Vega ante la Dolorosa (1625)
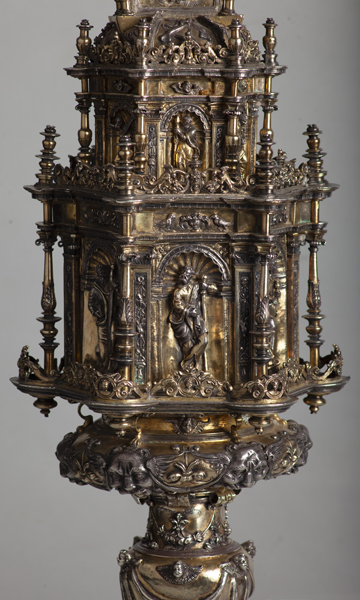
Cruz procesional (1550)